# Lorenzo Selva
Lorenzo Selva (Maniago, 1716 – 24 aprile 1800) è stato un ottico italiano.

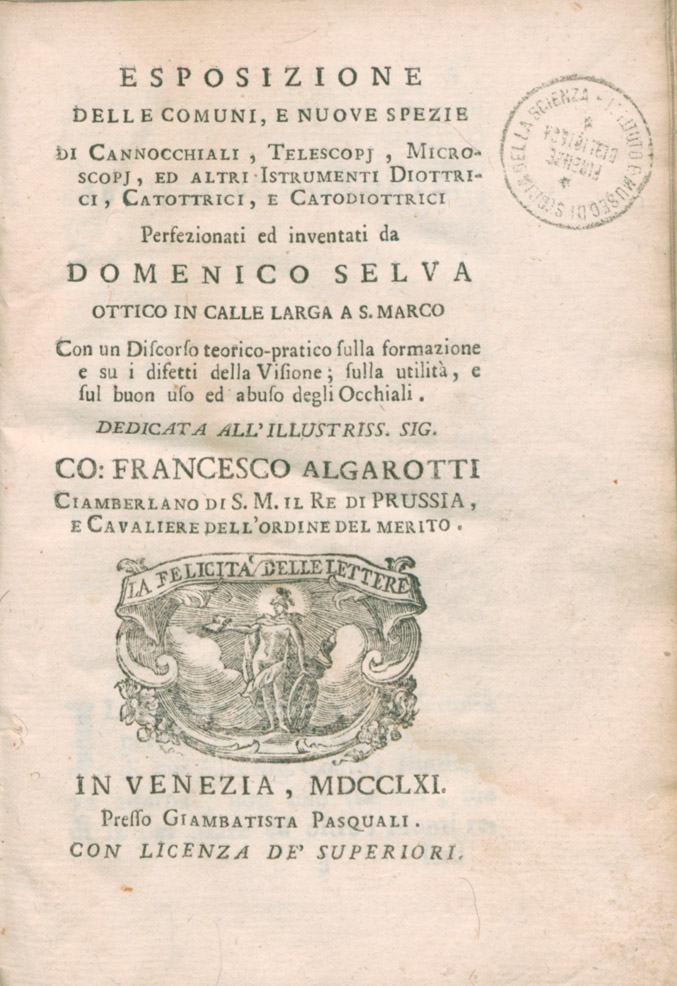
Esposizione delle comuni, e nuove spezie di cannocchiali, telescopi, microscopi, ed altri istrumenti diottrici, catottrici, e catodiottrici, 1761

Lorenzo Selva collaborò per trentatré anni con il padre Domenico Selva (?-1758), proseguendone l'attività dopo la morte. Costruì vari strumenti ottici che tuttavia firmò col nome del padre: "Ond'è che per dimostrarmi sempre più riconoscente, e grato, ogni mio lavoro, miglioramento, ed invenzione ha portato, e porterà sempre impresso, non il mio, ma il suo amato nome". Nel 1761 pubblicò a Venezia un testo nel quale illustrava l'attività del padre e descriveva gli strumenti costruiti nel suo laboratorio ottico (Esposizione delle comuni, e nuove spezie di Cannocchiali, Telescopj, Microscopj, ed altri Istrumenti Diottrici, Catottrici, e Catodiottrici Perfezionati ed inventati da Domenico Selva ..., Venezia, 1761). Nel 1787 dette alle stampe, sempre a Venezia, Sei dialoghi ottici teorico-pratici.

## Opere
- Esposizione delle comuni, e nuove spezie di cannocchiali, telescopi, microscopi, ed altri istrumenti diottrici, catottrici, e catodiottrici, Venezia, Giovanni Battista Pasquali, 1761.
- Sei dialoghi ottici teorico-pratici, Venezia, Simone Occhi, 1787.